# 2065 Spicer
A 2065 Spicer (ideiglenes jelöléssel 1959 RN) a Naprendszer kisbolygóövében található aszteroida. Az Indianai Egyetem fedezte fel 1959. szeptember 9-én.